# Vestermarie Sogn
Vestermarie Sogn er et sogn i Bornholms Provsti (Københavns Stift).
I 1800-tallet var Vestermarie Sogn et selvstændigt pastorat. Det hørte til Vester Herred i Bornholms Amt. Vestermarie sognekommune blev ved kommunalreformen i 1970 indlemmet i Åkirkeby Kommune, der i 2003 indgik i Bornholms Regionskommune.
I Vestermarie Sogn ligger Vestermarie Kirke.
I sognet findes følgende autoriserede stednavne:
- Almindingen (areal)
- Bjergegård (bebyggelse)
- Brændegårde (bebyggelse)
- Elleby (bebyggelse)
- Engegårde (bebyggelse)
- Gadegård (bebyggelse)
- Jomfrubjerget (areal)
- Kantedam (bebyggelse)
- Kirkeby (bebyggelse)
- Kongstubbe (bebyggelse)
- Lobbæk (bebyggelse)
- Myreby (bebyggelse)
- Pilegård (bebyggelse)
- På Klint (bebyggelse)
- Ringeby (bebyggelse)
- Rytterknægten (areal)
- Skørrebro (bebyggelse)
- Smørenge (bebyggelse)
- Sose (bebyggelse)
- Sose Odde (areal)
- Stejlebakke (bebyggelse)
- Tingsted (bebyggelse)
- Tvillinggårde (bebyggelse)
- Ved Kirken (bebyggelse)
- Vestergård (bebyggelse)
- Vestermarie (bebyggelse, ejerlav)
- Vestermarie Plantage (areal)
- Vingevænge Gårde (bebyggelse)
- Værmelandshuse (bebyggelse)